# Friedrich I. von Vaudémont

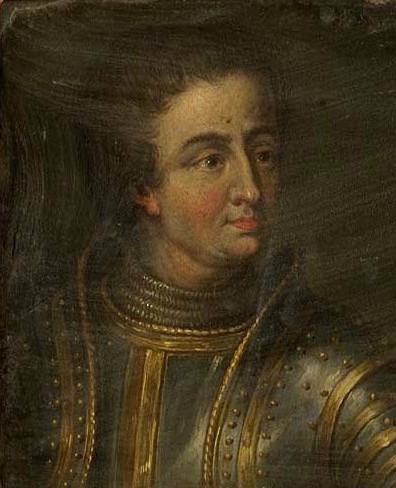
Friedrich I. von Vaudémont (17. Jahrhundert)

Friedrich I. von Vaudémont (* 1368; ⚔ 25. Oktober 1415 in der Schlacht von Azincourt), auch bekannt als Ferry I. von Lothringen, war Herr von Rumigny (deutsch Rümmingen, daher auch Friedrich I. von Rümmingen), von Martigny, von Aubenton und von Boves, durch Heirat von 1392 bis 1415 auch Graf von Vaudémont und Herr von Joinville.

## Leben
Friedrichs Eltern waren Herzog Johann I. von Lothringen und Sophie von Württemberg. Gelegentlich erscheint Friedrich als Ferry V. in der Liste der Herzöge von Lothringen. Friedrich heiratete 1393 Margarete von Joinville (1354–1418), Tochter von Heinrich V., Herr von Joinville und Graf von Vaudémont, und von Marie von Luxemburg. Aus dieser Ehe gingen u. a. die Tochter Elisabeth von Lothringen und der Sohn Antoine de Vaudémont hervor.
Im Jahr 1400 kämpfte Friedrich zusammen mit seinem älteren Bruder Herzog Karl II. von Lothringen gegen den Bischof von Toul. Er schloss sich den Bourguignons gegen die Herzöge von Orléans an.
Im Jahr 1409 unternahm Friedrich eine Pilgerreise ins Heilige Land. Danach wurde er Berater des französischen Königs Karl VI.
Friedrich fiel am 25. Oktober 1415 in der Schlacht von Azincourt. 1473 wurde sein Urenkel René II. Herzog von Lothringen.
| Personendaten    | Personendaten                                                                             |
| ---------------- | ----------------------------------------------------------------------------------------- |
| NAME             | Friedrich I. von Vaudémont                                                                |
| ALTERNATIVNAMEN  | Ferry I. von Lothringen                                                                   |
| KURZBESCHREIBUNG | Graf von Vaudémont, Herr von Rumigny (Rümmingen), Martigny, Aubenton, Boves und Joinville |
| GEBURTSDATUM     | 1368                                                                                      |
| STERBEDATUM      | 25. Oktober 1415                                                                          |
| STERBEORT        | Azincourt                                                                                 |